# 1014 (numero)
Millequattordici (1014) è il numero naturale dopo il 1013 e prima del 1015.

## Proprietà matematiche
- È un numero pari.
- È un numero composto da 12 divisori: 1, 2, 3, 6, 13, 26, 39, 78, 169, 338, 507, 1014. Poiché la somma dei suoi divisori (escluso il numero stesso) è 1182 > 1014, è un numero abbondante.
- È un numero malvagio.
- È un numero pratico.
- È un numero semiperfetto in quanto pari alla somma di alcuni (o tutti) i suoi divisori.
- È un numero congruente.
- È parte delle terne pitagoriche (390, 936, 1014), (714, 720, 1014), (1014, 1352, 1690), (1014, 2080, 2314), (1014, 6552, 6630), (1014, 19760, 19786), (1014, 28552, 28570), (1014, 85680, 85686), (1014, 257048, 257050).

## Astronomia
- 1014 Semphyra è un asteroide della fascia principale del sistema solare.
- LDN 1014' è una piccola e densa nebulosa oscura visibile nella costellazione del Cigno.
- NGC 1014 è una coppia di stelle.

## Astronautica
- Cosmos 1014 è un satellite artificiale russo.